# Ose (Nigeria)
Ose è una  delle diciotto aree a governo locale (local government areas) in cui è suddiviso lo stato di Ondo, in Nigeria. Estesa su una superficie di 1.465 chilometri quadrati, conta una popolazione di 144.901 abitanti.